# Szulejmán edirnei szultán
(I.) Szulejmán, törökül: Süleyman Çelebi (1377 – 1411. február 17.), az Oszmán Birodalom részuralkodója Drinápolyban az oszmán interregnum idején.

## Élete
I. Bajazid fiaként született 1377-ben. Miután édesapját Timur Lenk az ankarai csatában legyőzte és fogságba ejtette (Szamarkandba vitte), 1402-ben Drinápolyban (Edirne) szultánná kiáltották ki Szulejmánt, míg a hadsereg bátyját, Muszát ismerte el szultánnak. Szulejmán Edirnei szultánként uralkodott 1402-től 1411-ig.
A testvérével kitört küzdelemben Szulejmán vereséget szenvedett, fogságba esett, és Musza parancsára megfojtották.